# Salix thurberi
Salix thurberi — вид квіткових рослин із родини вербових (Salicaceae).

## Морфологічна характеристика
Це дерево чи кущ 4–10 метрів. Гілки червоно-бурі, голі чи майже так; гілочки жовто-зелені, червоно-бурі або фіолетові, запушені чи трохи запушені й до майже голих. Листки на ніжках 0–4(8) мм; найбільша листкова пластина лінійна, 66–95(140) × 2–16 мм; краї плоскі, віддалено шипасто-пилчасті; верхівка від гострої до гоструватої; абаксіальна (низ) поверхня дуже тонко-сиза, рідко коротко-шовковиста (особливо вздовж середньої жилки) до майже голої; адаксіальна поверхня злегка блискуча, коротко-шовковиста, від ворсистої до майже голої; молода пластинка червонувата чи жовтувато-зелена, від помірно щільно до рідко, довго-шовковиста чи гола, абаксіальна. Сережки: тичинкові 8–35 × 6 мм, маточкові 40(50) × 3.2–8 мм. Коробочка (2.5)4–7 мм. Цвітіння: березень — грудень.

## Середовище проживання
США (Техас); Мексика (Чіуауа, Коауіла, Нуево-Леон, Тамауліпас). Населяє піщані або замулені заплави, порушені території; 0–1600 метрів.